# Fejfa

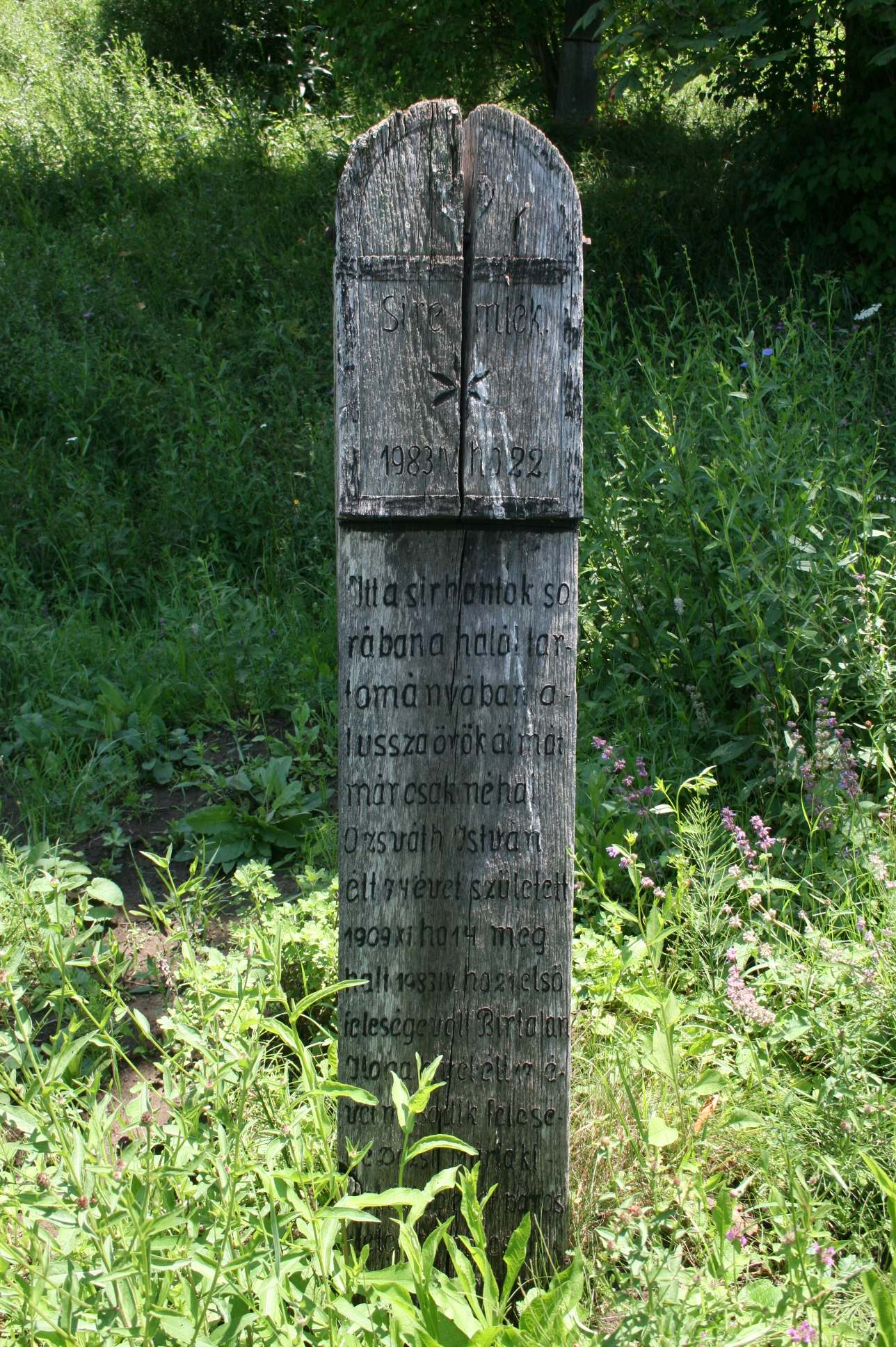
Szászcsávási fejfa

A fejfa vagy ahogy Kalotaszegen nevezik „fűtűl való fa” a sírkövekhez nagyban hasonlító protestáns sírjel. Kialakulása valószínűleg nem olyan régi mint a gombosfáké.
A szakirodalom tönkös fejfának is nevezi.

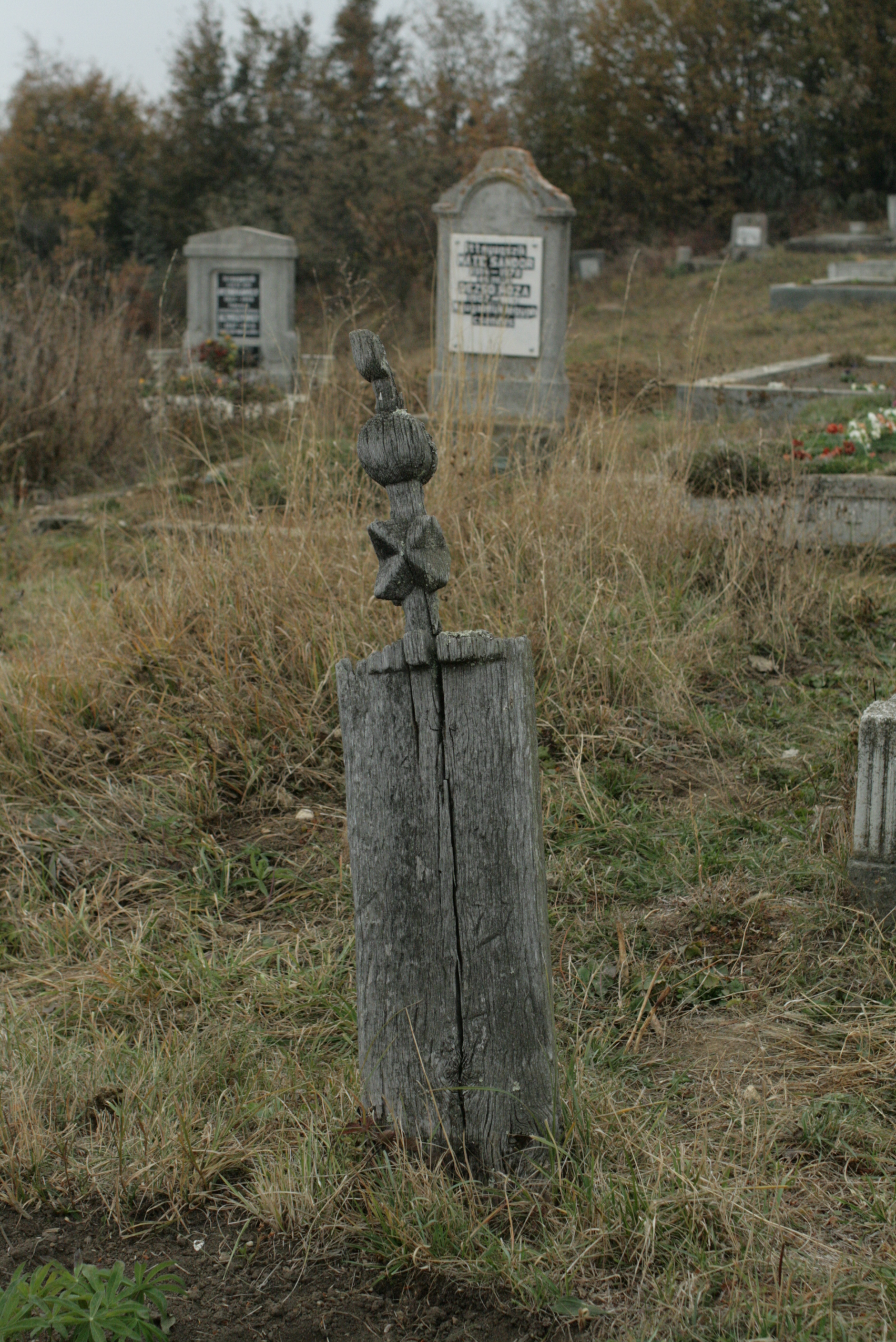
Gombosfa vagy oszlopos fejfa a Krizbai evangélikus temetőben melynek feliratos része kiszélesedik, hogy a szöveg vízszintesen is jól elférjen. Viszont a közeli Apácán már függőlegesen írják rá a szöveget.

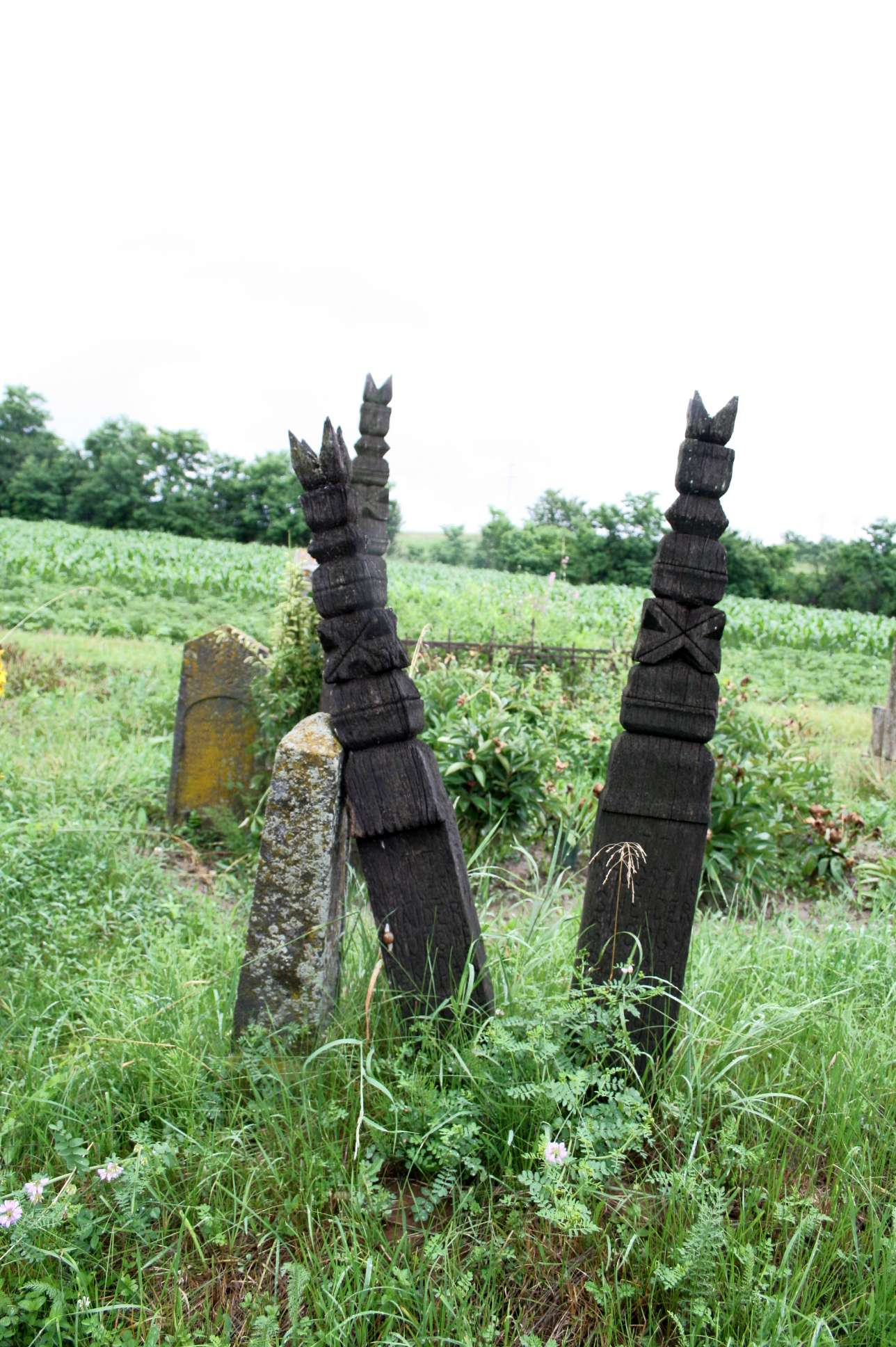
Olthévízi gombosfa

A fejfát gyakran lábfával együtt helyezik a sírra, ellentétben a gombosfával, ahová soha nem kerül lábfa. Elterjedése főleg a Tiszántúlra jellemző.
Elsősorban a sírfelirat kerül rá, esetleg egy rozettával, vagy bekarcolt életfával fölötte. A szakirodalom gyakran egyenlőségjelet tesz a fejfa, gombosfa, kopjafa és epitáfium között. Ezért gyakran használják általában a sírfákra (néha sírkőre is) átfogó értelemben is a fejfa megnevezést. Így a fejfáknak három alapformáját különböztethetjük meg: A szó szoros értelmében vett fejfa a sírkövekhez leginkább hasonlító paraszti sírjel. Ezt nevezi a szakirodalom fatönkös-, vagy tönkös fejfának, a gombosfát oszlopos fejfának is nevezik, az epitáfiumot pedig táblás fejfának. Nem őrizve meg a hagyományos népi elnevezést. Sőt a Magyar néprajzi lexikon az alsórákosi lábfát is fejfának írja. Mindegyik forma olyan egyszerű továbbfejlesztése az alapadottságoknak (nyersanyag, technika), hogy az azonos funkció révén bárhol bármelyik kialakulhatott, egymástól függetlenül is. Ezért kétséges – bár nem minden esetben kizárt – akár ősi szokások (pl. csónakban temetkezés), akár ősi jelképrendszer, ill. ábrázolásmód maradványait keresni a 20. sz.-i fejfákon. Sokan úgy vélik, hogy a típusok elterjedési képe meglehetősen tarka; bár a nagyobb tájegységekre általában jellemző egy-egy uralkodó típus. Egy-egy kistájon, esetleg csak néhány szomszédos vagy éppen egyetlen községben gyakran sajátos, helyi altípus jelenik meg. Viszont a népi megnevezés szépen körvonalazható elterjedést tükröz.

## Változatok

### Fatönkös fejfa
Fatönk majdnem természetes állapotában. Eleje jobban megmunkált (és felirattal ellátott), hátulja, ill. másik három oldala kevéssé, vagy egyáltalán nem. Mint legegyszerűbb forma az egész magyar nyelvterületen megtalálható, olyan községek temetőiben is, amelyeknek jellemző képét egyébként más típus adja. A fejfa elején, ill. homlokán gyakori a vésett vagy karcolt díszítés: körben elhelyezett csillag, szomorúfűz, különböző virágok, ritkábban foglalkozást jelentő eszközök: szekerce, balta, fogó, hal, orsó stb. E típus alcsoportját képezik a Szatmár m.-i ún. csónak alakú fejfák is (amelyeket – nem bizonyíthatóan – régi magyar csónakban való temetkezéssel hoztak kapcsolatba, kiképzésében a csónakba temetett ember képmását látva). Ennek háta nem lapos, hanem a törzs hátán él fut végig.

### Oszlopos fejfa
Népi nevén gombosfa vagy gombfa. Minden oldalán egyforma kiképzéssel faragott, négyzet vagy téglalap, ritkábban kör alaprajzú. A felső, homlok fölötti része általában átmegy kör keresztmetszetbe. Többnyire igen díszes faragással ellátott, de ismertek egyszerűbb formák is. Némelyik táji forma kiképzésében, díszítésében hasonlít az ugyanazon a vidéken faragott kapubálványokhoz. Nagyobb összefüggő táji foltokban (helyenként csak egy-egy községben) a magyar nyelvterület sok helyén elterjedt, néhol szórványosan egy-egy példány, másutt mint a temető fő jellegzetessége (így Pest vármegye, Tolna vármegye, Somogy vármegye, Szabolcs-Szatmár-Bereg vármegye több helyén. Több, e típusba tartozó jellegzetes altípus különböztethető meg. Ilyen a Székelyföldön, Kalotaszegen elterjedt, de az Alföld több helyén is (pl. Fülöpszállás, Albertirsa, Monor stb.) fellelhető kopjafa, amely egyes vélemények szerint (legalábbis Székelyföldön) a kopjás temetés emlékét őrzi. Ez a vélemény abból a tévedésből származik, hogy a szakirodalomban a kopjafa megnevezés indokolatlanul átment a gombosfára és ezen a néven ismerik legtöbben.

### Táblás fejfa
Deszkából kifűrészelt tábla, ill. legegyszerűbb formája oszlopra szögezett deszka, amelynek lehet külön rászögezett fedele. Egyes vidékeken feltehetően a sírkövek lapos és széles formáinak utánzata, és mint ilyen újabb jelenség. Az egyszerű formák mellett gyakoriak a fűrésszel gazdagon kicsipkézettek, sokszor áttört díszítéssel, esetleg az első lapon vésett díszítéssel. Az egész nyelvterületen előfordul; egy-egy kistájon vagy egyes községekben az egyedi díszítésmód adta alaptípusokkal. Kiképzése több helyen hasonló az ugyanott készített széktámlákéhoz. Némely D-dunántúli és sárközi forma határozottan antropomorf jellegű. A felismerhető emberalakot néha arcként értelmezhető díszítéssel is ellátták. Ez utóbbi formák balkáni kapcsolatai valószínűek.

### „Csónak alakú” fejfák
A néprajzi szakirodalomba az 1930-as években Solymossy Sándor vezette be a „csónak alakú fejfa” meghatározást, mely terminus technikus az általa leírtak nyomán a köztudatban is elterjedt. Solymossy így ír erről 1930-ban megjelent alapmunkájában: „Az egész fejfa, ha álló helyzetéből vízszintesre fektetjük, tökéletes félcsónakká lesz. Az előre hajló hegyes vége a csónak orra, amely mint hullámhasító, mindig élben végződik és magasabb a ladik oldalánál. A törzsöktípus fejének ez előrehajló tulajdonsága csakis ebben lelheti magyarázatát. Ugyancsak ide utal a törzsök hátsó éle, ez a csónaknak ú. n. alattsága, ami siklását teszi könnyebbé a vízen. Az emberarc sem lehet más, mint egy csónakban fekvő, fölfelé néző ember jelzése.” Szatmárcseke (Szabolcs-Szatmár m.) Igazából a fatönkös fejfák (vagyis egyszerű fejfa) csoportjába tartozik, aminek legfőbb bizonyítéka, hogy Szatmárcseke területileg ezek elterjedési zónájában fekszik. Formailag erre emlékeztet. És hogy népi megnevezése is fejfa.